# Фролов-Багреев, Алексей Петрович

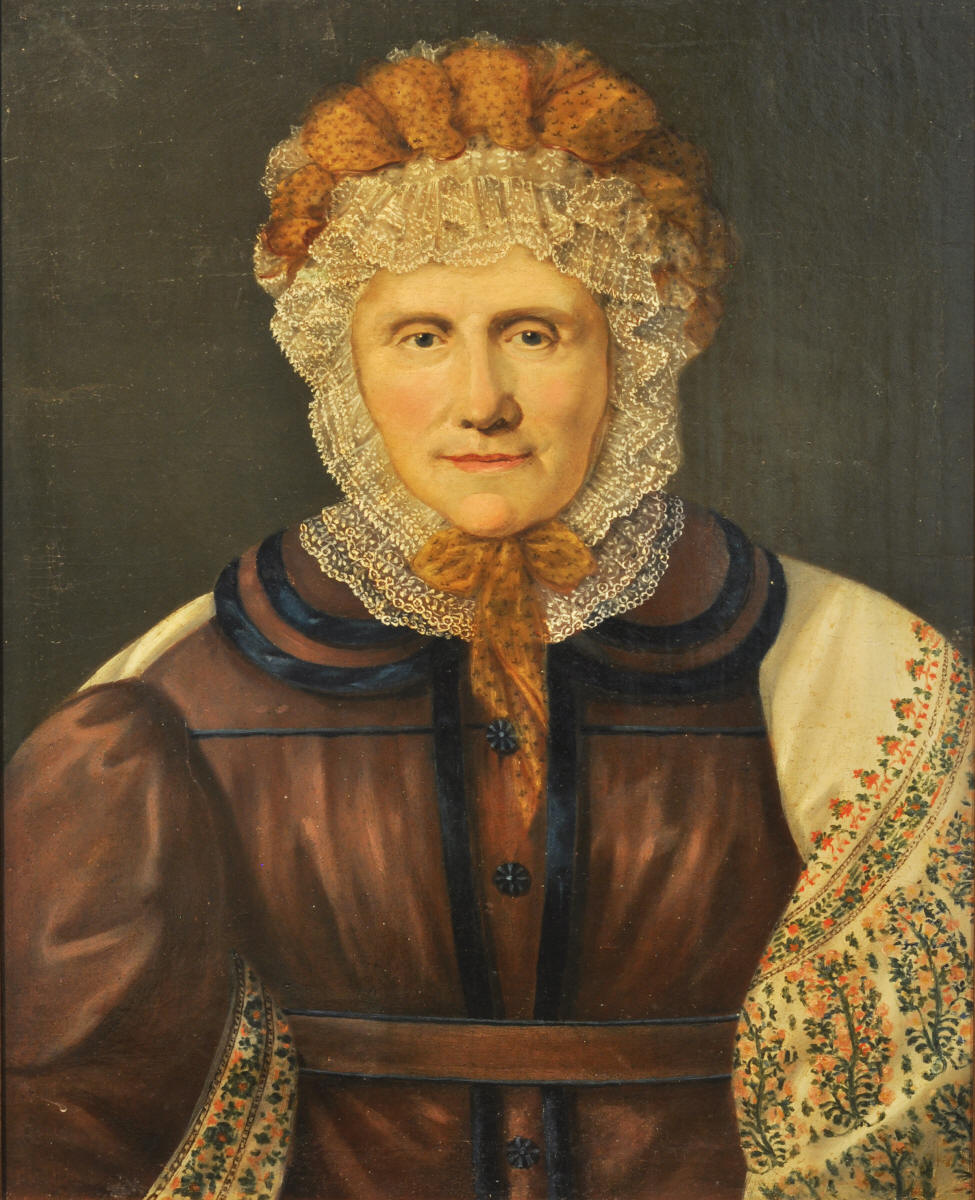
Аграфена Павловна Фролова-Багреева

Алексей Петрович Фролов-Багреев (1750—1829) — русский военный деятель, генерал-поручик (1797 год).

## Биография
Родился около 1750 года, происходил из дворянского рода Фроловых-Багреевых.
На военной службе находился с 1759 года, начав её сержантом Ямбургского карабинерного полка. В 1770 году был произведён в секунд-майоры, в 1777 году — в премьер-майоры, в 1785 году стал подполковником этого полка, в 1788 году — полковником, 2 сентября 1793 года был произведен в чин бригадира.
Участник русско-шведской войны 1788—1790 годов и подавления Польского восстания 1794 года.
А. П. Фролов-Багреев принял участие в выкупе из крепостной зависимости выдающегося русского актёра М. С. Щепкина.
В отставку вышел в 1797 году в чине генерал-поручика.
Был членом московской масонской ложи «Минерва» и упомянут в книге Т. А. Бакуниной «Знаменитые русские масоны».
Умер в 1829 году.

## Семья
Был женат на Аграфене Павловне Кочубей, с которой тайно венчался в ночь с 9 на 10 января 1781 года в Полтаве.
Сын — Александр (1783—1845).

## Награды
- Награждён орденами Св. Георгия 4-й степени (будучи в чине полковника; № 667 (352); 5 октября 1789 — «За отличную храбрость, оказанную в поражении неприятеля при Гекферсе») и 3-й степени (будучи в чине бригадира; № 105, 28 июня 1794 — «Во уважение на усердную его службу и отличное мужество, оказанное 27-го мая 1794 года в деле с мятежниками польскими, где он, командуя конницею правого фланга, атаковав неприятеля, поразил как пехоту, так и конницу его и тем способствовал одержанной над ними победы»).[2]
- Орден Святого Владимира 3 степени (9 ноября 1794)[4]
- Прусский орден «Pour le Mérite» (8 сентября 1794)[5]